# Moulin de Saint-Quentin
Le Moulin de Saint-Quentin était situé sur la commune de Troyes dans le département de l'Aube. Construit au XIIe siècle.

## Histoire
Il porte le nom du prieuré Saint-Quentin de Troyes. Il est cité en 1157 comme étant en aval du Moulin Brûlé sur la Seine et donné par Rosselin de Villehardouin au chapitre de st-Quentin en 1170. 
Il est ou sont, il n'est pas possible de dire combien il y avait de moulins, loué(s) à Gilbert dit Langelier pour six années à partir de 1284. Par exemple, en 1384 sont cités comme payant pour le(s) moulin(s) de st-Quentin : Guillemin de ste More, Jehan Chemin paupeleur, maistre Andreau, Jehan de Jussy papeleur, Jehan Viaspre paupeleur et musnier.
En 1405 est renouvelé le bail au papeleur Guyot Le Ber pour trente quatre livres par an jusqu'en 1422 ou il est loué à François de Gyé pour soixante livres d'argent, huit livres de cire et une rame de papier fin. En 1430 il est mis en difficulté par la guerre qui ruine son commerce. En 1426, Jean le Bé louait ce qui est décrit comme un moulin à blé et un à papier sous le même toit en plus de l'autre moulin à papier. Il restait jusqu'en 1522 dans la famille Le Bé, Natey.
En 1766, les moulins sont loués à Jean Mérat et Marguerite Gobin son épouse pendant 99 ans pour 1300 livres annuelles puis à Eustache Marchand..
En 1848 Étienne Semonin louait les moulins à Huot frères pour apprêts de coton, de laine et carderie et une autre partie à Piquot filateur de coton. Une autre partie étant exploitée en propre par Semonin et Étienne comme amidonnerie et vermicellerie. En 1863, il n'y subsistait qu'une meunerie ; vendue le 12 novembre à Lutel-Bourguignat pour 80 000 frs qui rebâtissait entièrement un nouveau moulin.
Appartenant à des religieux, lors de la Révolution les moulins changèrent de propriétaires, sont connus : Jacques Thomassin, Barbe Marchand sa femme, Denis Marchand et Anne Rosier sa femme, pour le 13 fructidor An III. 
Le 28 septembre 1912, Pierre Renaud vendait les moulins à la Société anonyme des moulins de st-Quentin pour 60 000frs. Le 7 juillet 1917 la Société générale de bonneterie l'achetait pour 127 000frs, les rasaient pour y installer une turbine à eau.